# Pollex utarai
Pollex utarai là một loài bướm đêm thuộc họ Erebidae. Nó được tìm thấy ở Sulawesi Utara.
Sải cánh dài khoảng 11 mm. Cánh trước hẹp màu nâu đỏ. Cánh sau nâu đồng nhất.